# Scinax castroviejoi
Espèce
Statut de conservation UICN

LC : Préoccupation mineure
Scinax castroviejoi est une espèce d'amphibiens de la famille des Hylidae.

## Répartition
Cette espèce est endémique de Bolivie. Elle se rencontre entre 1 000 et 1 800 m d'altitude dans les vallées andines tempérées dans les départements de Cochabamba, de La Paz et de Santa Cruz.

## Étymologie
Cette espèce est nommée en l'honneur de Javier Castroviejo Bolibar.

## Publication originale
- De la Riva, 1993 : A New Species of Scinax (Anura, Hylidae) from Argentina and Bolivia. Journal of Herpetology, vol. 27, no 1, p. 41-46.